# Guerra do Vale Pleasant
A Guerra do Vale Pleasant, também chamada de rixa Tewksbury-Graham, foi uma “range war” ocorrida no Vale Pleasant no Território do Arizona entre os anos de 1882 e 1892. O conflito envolveu duas famílias que disputavam áreas de pastagem para criação de gado, a família Graham, que eram fazendeiros da região, e a família Tewksbury, que tinha descendência indígena, sendo criadores de gado que também partiram para a criação de ovelhas mais tarde.
O Vale Pleasant fica localizado no Condado de Gila, Arizona, mas muitos dos eventos relatados nesta guerra, ocorreram nas redondezas dos condados de Apache e Navajo. Outras vizinhanças do Território do Arizona que presenciaram batalhas sangrentas foram Holbrook e Globe. Inicialmente o conflito tinha como beligerantes além das famílias Graham e Tewksbury, o criador de gado James Stinson, logo, porém envolveu associações de pecuaristas, criadores de ovelhas, pistoleiros e homens da lei do Arizona. O ponto alto do conflito ocorreu entre os anos de 1886 e 1887, sendo que a última morte relacionada ao evento ocorreu em 1892.
A Guerra do Vale Pleasant registrou o maior número de mortes entre todas as guerras por campos de pastagem na história americana, estima-se que entre 35 e 50 pessoas perderam a vida no conflito, terminando com a quase aniquilação de todos os homens das duas famílias rivais.

## História do Conflito

### 1882-1885

#### Origens

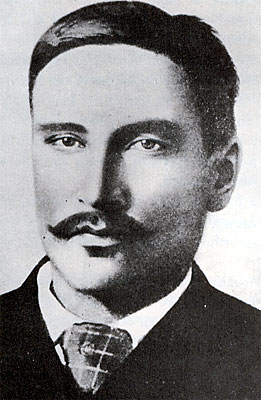
Edwin Tewksbury, o último sobrevivente da disputa em foto de 1890.

Edwin Ed Tewksbury nasceu em São Francisco em 1858, sendo o segundo filho do mineiro James D. Tewksbury e sua esposa de família nativo americana. A família era composta por quatro irmãos e possuía um grande número de cavalos e cabeças de gado. Os Graham’s por sua vez eram uma família vinda da Irlanda do Norte que imigrou para o Ohio em 1851, sendo composta por Samuel Graham, sua esposa Jane e seus cinco filhos Allen, Margaret, Mary, John e Thomas, em 1861, Jane acaba falecendo, Sam se casa pela segunda vez, com Mary E. Goetzman, com quem tem outros sete filhos.
Os Graham’s chegaram ao Arizona em 1881, após serem convidados por Ed Tewksbury, as duas famílias inicialmente tinham uma boa relação, porém as coisas começariam a mudar quando um grande criador de gado chamado James Stinson chega ao vale. Seu grande rebanho logo começa a ocupar grande parte das áreas de pastagem das duas famílias. Algum tempo depois, Stinson acusa membros de ambas famílias de terem roubado gado da sua propriedade. As acusações logo se transformam em ameaças, pistoleiros são enviados por Stinson para prender os membros acusados das duas famílias, porém a tentativa de prisão terminou em uma troca de tiros que deixou ao menos dois feridos.
Em 1884 a amizade entre os Tewksbury’s e os Graham’s é abalada quando Stinson faz um acordo com os Graham’s para lhes pagar 50 cabeças de gado, em troca de que eles ajudassem a incriminar os Tewksbury’s por supostos roubos de gado. Os Graham’s aceitam o acordo e passam a partir daquela data a trabalhar para Stinson, traindo os Tewksbury’s, para ficar ao lado daquele que antes os tentara prender. John Graham imediatamente entra com uma reclamação para o promotor do distrito, Charley B. Rush, acusando a família Tewksbury de ter remarcado mais de 60 cabeças de gado pertencentes a James Stinson. Os Tewksburys foram forçados a enfrentar as acusações em Prescott, mas o caso foi retirado do tribunal por falta de provas após a promotoria descobrir o acordo entre os Graham’s e Stinson. Enquanto a família estava em Prescott o já idoso Frank Tewksbury contraiu pneumonia e faleceu poucos dias depois, a família culpou Stinson e seus homens pela morte.
Em 23 de julho de 1884 a facção Tewksbury formada por John Tewksbury, William Richards George Blaine e Ed Rose, visitaram o rancho de James Stinson em um suposto planejamento do próximo rodeio. Eles encontraram o capataz da fazenda e cinco empregados, receberam ordens para deixar a fazenda, a facção tentou argumentar com os empregados do rancho, porém a conversa terminou em confusão, George Blaine atirou contra o capataz, que revidou acertando-o na garganta, uma troca de tiros ocorreu entre os homens, porém ninguém morreu, e todos os envolvidos resolveram a questão no tribunal de justiça distrital.
A rivalidade ficou pior quando os Tewksbury’s começaram a trazer alguns carregamentos de ovelhas em 1885, para suas terras. Alguns jornais locais, tal como o Arizona Silver Belt, reportaram que a rixa entre as famílias foi iniciada porque os criadores de gado não gostavam de terras inundadas por ovelhas, que segundo eles destruíam a pastagem.
Segundo o historiador Tim Ehrhardt não era esse o motivo da briga, segundo ele já existia uma rivalidade entre as famílias que antecedia tais eventos. As ovelhas foram introduzidas no vale ainda em 1885, dois anos antes da eclosão da rivalidade, sendo que alguns criadores de gado do Condado de Gila, ficaram do lado da família Tewksbury durante os conflitos.
A família Tewksbury contratou um pastor de ovelhas basco para transportar seus animais até o Vale Pleasant, ele foi assassinado e roubado por membros da facção Graham. A partir desse momento outros criadores de gado e ovelhas também se meteram no conflito.

### Principais Facções da Guerra do Vale Pleasant

#### Hashknife Outfit
Uma das principais facções da guerra do Vale Pleasant ficou conhecida como Hashnife Outfit, a serviço da Aztec Land and Cattle Company no Arizona e Colorado. A companhia comprou 33.000 cabeças de gado e 2.000 cavalos, de criadores da região. Com isso alguns cowboys do Texas vieram até a região para prestar serviços à companhia, os chamados Hashknife cowboys.
Estes homens ficaram famosos por sua violência e péssimo comportamento, inicialmente os moradores locais ficaram entusiasmados pelo aporte financeiro que a companhia dava às cidades, até que perceberam o que estava por vir. Rapidamente eles ganharam a fama de ladrões e brigões, disputas armadas ocorriam entre os cowboys pelos motivos mais torpes. Eles defendiam os interesses da companhia perseguindo ladrões e bandidos, porém também atingiam em suas investidas moradores e fazendeiros locais, muitas vezes, o grupo pastoreava ovelhas de fazendas da região até o Rio Colorado e as afogavam, em outras vezes usavam seus cavalos para assustá-las para que fugissem, em 1886 o grupo causou a morte de 26 pessoas em Holbrooke, sendo que o pequeno vilarejo tinha uma população de aproximadamente 250 pessoas.

#### Daggs Outfit
Outra notória facção que participou da guerra do Vale Pleasant, foi a Daggs Outfit. Os cinco irmãos Daggs, eram conhecidos homens de negócios, atuando entre as cidades de Flagstaff, Phoenix e na área de Tempe, os irmãos Daggs eram naturais do Missouri.
Os irmãos Paxton, William, John, Robert e Jackson, chegaram em Flagstaff em 1875, trazendo consigo mais de 1500 ovelhas, seus negócios a partir daí se estenderam por todo o norte do Arizona, chegando ao Novo México e Colorado.
Naquele tempo os irmãos chegaram a possuir 50000 ovelhas no norte do Arizona. Além disso eram sócios de outros negócios, além da pecuária, investiam em imobiliárias, mineradoras, açougues, floriculturas, ferrovias e bancos. John Daggs fundou a Cervejaria Flagstaff, que fez muito sucesso na época, Robert e Jackson eram advogados e usavam suas conexões com homens da lei, para ajudar a libertar seus funcionários sempre que eram presos durante disputas armadas.

#### Wells Outfit
Fred Wells, era outro criador de gado local, havia contraído uma dívida considerável para reconstruir seu rebanho e contratar cowboys, após enfrentar alguns problemas financeiros anos antes. O clã Wells não tinha interesse nas disputas locais, porém seus credores sim.
Wells foi aconselhado a se unir a seus cowboys e expulsar os gados de Tewksbury das pastagens, Wells recusou-se a realizar a tarefa, então seus credores pediram que ele pagasse imediatamente suas dívidas, e devolve-se seu gado. Wells reuniu seu rebanho e seus homens, entre eles um jovem chamado Frederick Russell Burnham, a quem Wells tinha como um filho e havia criado como alguém de sua família. A família partiu então em direção as montanhas sendo perseguida por policiais a mando dos credores de Fred Wells. Fred Wells matou um dos policias e o outro foi feito refém, sendo solto mais tarde, ao voltar a cidade o policial relatou o que havia acontecido às autoridades, que decidiram apertar o cerco contra a facção Wells.
A partir daquele momento as disputas se intensificaram, Burnham que mais tarde faria fama no Oeste se viu envolvido no conflito, defendendo a família Wells, a quem tinha uma grande ligação afetiva. As disputas armadas o envolveram em um conflito que fez com que passasse a ser caçado pelas autoridades locais, vendo a morte de perto em algumas situações. Acuado decidiu pedir ajuda ao juiz Aaron H. Hackney, seu amigo de longa data, foi protegido em sua casa, e conseguiu fugir para Tombstone. Ali Burnham passou a refletir sobre os acontecimentos das semanas anteriores, e passou a analisar se realmente valia a pena entrar em uma rixa que estava envolta em vingança e banalidade.

### 1886-1887

#### Assassinatos em Série
Em fevereiro de 1887, um trabalhador a serviço da família Tewksbury pastoreava ovelhas em Mogollon Rim, quando foi emboscado e morto a tiros por Tom Graham, além disso, Tom decapitou o homem e o sepultou no mesmo lugar do assassinato.
Em agosto de 1887, Mart Blevins, líder da família Blevins, saiu a procura de alguns cavalos que haviam desaparecido, após suspeitar que os Tewksbury’s estavam por trás dos roubos, ele nunca retornou, dias mais tarde seu rifle e seu cavalo foram encontrados próximos ao rancho Tewksbury. Seus filhos Andy, Charlie e Hamp, rodearam o território à procura do pai. Hamp e os irmãos foram até o campo Hashnife, onde se uniram aos cowboys John Payne, Thomas Carrington e Robert Glaspie, outro inimigo da família Tewksbury na época, chamado Tom Tucker também se uniu ao grupo.
Eles rastrearam as ovelhas de posse dos Tewksbury’s que se encontravam no rancho de George Newton. Chegando ao rancho foram recebidos por Ed Tewksbury que ordenou que o grupo fosse embora, porém a recusa dos Blevins terminou em um tiroteio que vitimou Hamp Blavins e John Payne.
Em 17 de agosto de 1887, William Graham trabalhava em sua fazenda quando foi atingido por um tiro na barriga, ele conseguiu cavalgar de volta para casa, porém seu ferimento era tão grave que seus intestinos estavam expostos, ele identificou para seus irmãos, Ed Tewksbury, como seu assassino, poucos minutos antes de morrer. Contudo, um aliado dos Tewksbury’s chamado James D. Houck confessou o crime, dizendo que havia atirado no jovem, ao confundi-lo com seu irmão John Graham. Muitas pessoas, porém, acreditavam que aquilo fora apenas uma estratégia para manter Ed longe das acusações, quando os homens da lei se deslocaram para prender Ed pelo assassinato, ele já havia fugido para as colinas.

#### Tiroteio no Rancho Tewksbury
Em setembro de 1887, a facção Graham se direcionou para a cabana da família Tewksbury logo pela manhã. Eles emboscaram John Tewksbury e William Jacobs, matando ambos. Os Graham’s foram até a cabana e abriram fogo contra a edificação, enquanto os porcos devoravam os corpos dos mortos. A esposa de John, chamada Eva, saiu da cabana trazendo consigo uma pá para enterrar os corpos de ambos, segundo relatos ao verem a cena os Graham’s sessaram os disparos. Quando as autoridades chegaram ao local a facção Graham já havia fugido.

#### Tiroteio Owens-Blevins

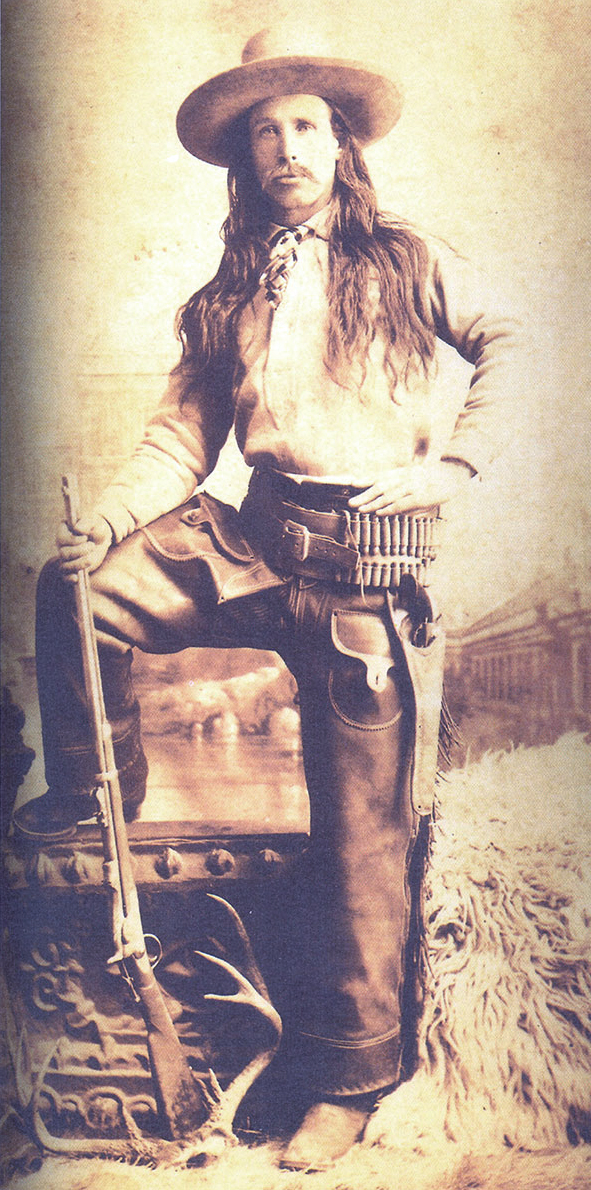
Commodore Perry Owens, xerife do Condado de Apache de 1886 até 1888.

Alguns dias depois, Andy Cooper, um dos líderes da facção Graham, foi visto em uma loja em Holbrook, se gabando de ter matado John Tewksbury e William Jacobs. Commodore Perry Owens, havia recentemente sido eleito xerife do Condado de Apache, o ex-cowboy que tinha se transformado em homem da lei, era conhecido por sua extrema habilidade com as armas, sendo capaz de atirar com precisão com as duas mãos, tendo construído uma reputação de excelente atirador após alguns conflitos contra criminosos nas vizinhanças.
Os Blevins por outro lado eram famosos por suas atividades ilícitas, por praticarem roubo de gado e cometerem assassinatos dentro e fora do território. Assim que Owens soube do paradeiro dos Blevins ele cavalgou sozinho até a casa da família levando um rifle Winchester como garantia. Doze membros da família Blevins estavam na residência naquele dia, Owens apresentou seu mandado à Andy Blevins e pediu que ele se apresentasse do lado de fora da residência, Blevins recusou-se a sair, seu meio irmão John Blevins, veio até a porta da residência e atirou no xerife Owens, o xerife por sua vez revidou os disparos, ferindo John e matando Andy, um amigo da família chamado Mose Roberts que estava presente na residência, pulou a janela e se posicionou ao lado da casa tentando surpreender Owens, que ao ouvir o barulho correu até o lado da casa e atirou matando Roberts, não se sabe ao certo se Mose estava armado ou não, alguns afirmam que sim, enquanto outros dizem que não. Outro membro da família o jovem Sam Houston Blevins de apenas quinze anos correu para fora de casa portando um revolver, tentou atirar em Owens, porém, o xerife acertou o jovem que morreu nos braços de sua mãe.
Testemunhas dizem que o tiroteio durou poucos minutos, tendo como resultado a morte de três membros da facção Blevins, além de um ferido, o xerife Owens não se feriu no conflito, aquela tarde transformou o xerife em uma lenda, e serviu para inflamar ainda mais a disputa. Owens nunca foi indiciado, seus tiros foram julgados como legitima defesa, porém ele perdeu seu posto de xerife.

#### Tiroteio na Loja Perkins
Após o assassinato de um simpatizante da facção Graham, o xerife de Prescott, Arizona, William Mulvenon, liderou uma operação para finalmente tentar colocar um fim nas rixas. Suas instruções partiam diretamente do governador Conrad Zulick, ele deixou Prescott em 10 de setembro de 1887. Seu batalhão fez uma parada no rancho Haigler, onde mais seis homens da facção Tewksbury se uniram ao grupo. O batalhão finalmente encontrou a facção Graham na Loja Perkins, em Young, Arizona, a facção Graham consistia de John Graham e Charles Blevins, que foram surpreendidos pelo grupo do xerife William, sendo ambos mortos.
Durante a audiência do júri que julgava o caso, William Mulvenon afirmou que os disparos foram realizados quando Graham e Blevins tentaram sacar suas armas, o depoimento foi confirmado por alguns membros do bando, porém alguns deles, como Fairchild, McKinney e Weatherford, afirmaram que William continuou atirando mesmo com os dois homens agonizando no chão, apesar desse testemunho o xerife foi inocentado das acusações. Seis semanas depois Al Rose, membro da Facção Graham, foi morto por oito homens desconhecidos, disfarçados com máscaras, próximo ao rancho Houldon, que pertencia aos Graham’s.

### Envolvimento de Tom Horn
É muito provável que um famoso pistoleiro da época chamado Tom Horn tenha participado da guerra, não se sabe ao certo em qual lado da disputa. Horn escreveu em sua autobiografia: “No início de abril de 1887, alguns garotos chegaram vindos do Vale Pleasant, onde estava ocorrendo uma guerra entre ladrões de gado”.
Horn disse que ele estava cansado de assuntos envolvendo mineração, e que decidiu ir com o grupo para participar dos conflitos, ele serviu como assistente de três xerifes, William Owen "Buckey" O'Neill, Commodore Perry Owens e Glenn Reynolds. Horn trabalhou no rancho de Robert Bowen, que era um dos principais suspeitos do desaparecimento de Mart Blevins em 1887. Horn também participou com Gleen Reynolds do linchamento de três homens da facção Graham suspeitos de roubo.

### 1888-1892
Após 1887, vários linchamentos e assassinatos não resolvidos continuaram acontecendo contra membros de ambas facções, sempre por homens mascarados. O homem mais velho do conflito John Tewksbury, morreu de causas naturais, um de seus aliados chamado George Newton, se afogou no Salt River, sua família acusava os Graham’s pelo acontecido. Sua viúva ofereceu uma recompensa de 10000 dólares para quem recuperasse o corpo, porém ele nunca foi encontrado, a luta entre os Graham’s e Tewksbury’s continuou até que restaram apenas dois membros das facções. 
Com todo o seu grupo e aliados mortos, Tom Graham deixou sua residência em Prescott, e fugiu para o Vale de Salt River. Ele se assentaria em Tempe e se casaria com uma senhora chamada Annie Melton, ele planejava vender suas poses e começar um novo negócio em Tempe. Porém, durante uma entrega de trigo em 2 de agosto de 1892, Tom Graham o último sobrevivente da facção Graham, foi assassinado por dois homens, antes de morrer ele acusou Ed Tewksbury e John Rodes pelos disparos.
Ed Tewksbury foi acusado pelo assassinato, sendo defendido pelo advogado Thomas Fitch, durante o julgamento a viúva de Tom, Annie, tentou assassinar Ed com uma pistola, porém foi impedida, e retirada do tribunal pelos presentes. No segundo julgamento mais de 100 testemunhas foram chamadas a depor, muitas delas afirmaram que Ed havia cometido o crime, porém o júri chegou à conclusão de que Ed, não estava presente no local no dia do assassinato.
Ed morreu em Globe, Arizona em 1904, há relatos de que ele confessou para sua madrasta que havia matado Tom Graham, já não havia mais ninguém da facção Graham para retaliar o acontecido naquele momento, as gerações futuras da família acreditaram na história contada por Ed.

### Pós-conflito
Edwin Tewksbury foi o último sobrevivente dos conflitos ocorridos no Vale Pleasant, ele morreu em Globe, Arizona em 1904, ainda hoje muitas sepulturas de homens que perderam a vida no conflito podem ser vistas em Young, Arizona, além disso a loja Perkins se tornou um museu dedicado ao conflito. No total cerca de 50 pessoas perderam a vida na Guerra do Vale Pleasant, as prisões realizadas pelas autoridades eram raríssimas, na maioria das vezes as autoridades terminavam matando os perseguidos que reagiam. O conflito causou uma má impressão ao Território do Arizona, atrapalhando no processo de reintegração à união, segundo Washington, o local ainda não era suficientemente civilizado para fazer parte do país.